# 菲施巴赫 (梅尔施县)
菲施巴赫（德语、法语：Fischbach）是卢森堡中部的一个市镇和村庄，属于梅尔施县。 